# 1186
| Calendário gregoriano                                                        | 1186 MCLXXXVI                                        |
| Ab urbe condita                                                              | 1939                                                 |
| Calendário arménio                                                           | 635 – 636                                            |
| Calendário bahá'í                                                            | -658 – -657                                          |
| Calendário budista                                                           | 1730                                                 |
| Calendário chinês                                                            | 3882 – 3883 Início a 22 de janeiro (aproximadamente) |
| Calendário copta                                                             | 902 – 903                                            |
| Calendário etíope                                                            | 1178 – 1179                                          |
| Calendários hindus - Vikram Samvat - Calendário nacional indiano - Cáli Iuga | 1241 – 1242 1107 – 1108 4286 – 4287                  |
| Calendário Holoceno                                                          | 11186                                                |
| Calendário islâmico                                                          | 582 – 583                                            |
| Calendário judaico                                                           | 4946 – 4947                                          |
| Calendário persa                                                             | 564 – 565                                            |
| Calendário rúnico                                                            | 1436                                                 |
| Calendário solar tailandês                                                   | 1729                                                 |

1186 (MCLXXXVI, na numeração romana) foi um ano comum do século XII do Calendário Juliano, da Era de Cristo, e a sua letra dominical foi E (52 semanas), teve início a uma quarta-feira, terminou também a uma quarta-feira.
No reino de Portugal estava em vigor a Era de César que já contava 1224 anos.
| Ano completo                        |
| ----------------------------------- |
| Ano comum com início à quarta-feira |

## Eventos
- 29 de Janeiro - papa Urbano III faz seguir a bula Intelleximus ex autentico para confirmar a entrega à Ordem do Templo das igrejas de Ega, Pombal e Redinha.
- 12 de março - o Udaijin Fujiwara no Kanezane, (Kujō Kanezane) tornou-se Sesshō por decreto do Imperador Go-Toba  e com o apoio do general Minamoto no Yoritomo [1]
- 12 de junho - Afonso VIII de Castela funda a cidade de Placência.
- Sancho I faz doação de Almada, Palmela e Alcácer do Sal à Ordem de Santiago.
- Criação dos concelhos de Gouveia e Covilhã.
- Constança torna-se Duquesa da Bretanha, depois da morte de Godofredo Plantageneta.

## Nascimentos
- Urraca de Castela, rainha de Portugal, esposa de D. Afonso II (m. 1220).
- Pedro Pais da Maia, foi alferes-mor do Reino de Portugal entre 1147 e 1169.

## Mortes
- 19 de Agosto - Godofredo Plantageneta, Duque da Bretanha, num torneio.